# António Dias da Cunha
António Augusto Serra Campos Dias da Cunha (Moçambique, Cidade da Beira, 13 de julho de 1933) é um empresário português. É filho de José Dias da Cunha e de sua mulher Maria Isaura Matias Serra Campos, ambos de São Martinho da Cortiça, Arganil.
Tem dois filhos, três netas e quatro bisnetos.

## Infância
Na sua infancia na Beira frequenta a Escola Eduardo Vilaça, onde faz a 1.ª e a 2.ª classes. Uma das memórias mais vivas que guarda desse tempo é a do seu lobo da Alsácia chamado Nyati, que significa búfalo em Changana, e das férias passadas no Bue-Maria, o sítio localizado à entrada da Gorongosa, onde o seu pai tinha construído uma fabrica de descaroçamento de algodão.

## São Martinho da Cortiça
Em 1942 os pais regressam a Portugal e, enquanto procuram casa em Lisboa, António, agora com nove anos de idade, fica a viver em casa dos avós e das tias em São Martinho da Cortiça, uma aldeia do concelho de Arganil.
Na escola primária de São Martinho, frequenta a 3.ª classe e o primeiro período da 4.ª classe. O contraste entre uma aldeia pobre do interior de Portugal e uma cidade cosmopolita e desenvolvida como era a Beira dos anos 30 e 40 não podia ser maior. Mas o pequeno António Augusto adapta-se facilmente e mantém sempre vivas as memórias da aldeia dos seus avós e dos seus pais, tendo transmitido esse legado e o seu amor pelas raízes às gerações mais novas.
Hoje em dia, esse legado é acarinhado na Vumba, uma pequena empresa familiar, criada pelo seu pai nos anos 50, e que, actualmente, se dedica à actividade agropecuária e turística.

## Adolescência e Juventude
No final de 1943, vem morar para casa dos pais em Lisboa, na Rua Castilho, nº 73, e ingressa no Liceu Infante de Sagres. António, vindo de uma pequena escola da aldeia, volta a adaptar-se com naturalidade a um colégio particular que reunia a fina flor da juventude lisboeta. A única coisa que o incomoda é o autoritarismo do director, o que constitui o primeiro sinal de uma característica que se desenvolverá ao longo de toda a sua vida. Os dois últimos anos do liceu são feitos no recém inaugurado D.João de Castro. 
No início da década de 50 entra para a Faculdade de Direito da Universidade Clássica de Lisboa. Enquanto estudante, o desporto ocupa uma parte importante da sua vida. Em Abril de 1953, integra a equipa de futebol da faculdade que chega à final do campeonato universitário. Durante o curso nasce uma outra paixão, o rugby. Começa a jogar na equipa da sua faculdade, o Grupo Desportivo de Direito. Gosta tanto de treinar e de jogar que chega a ser convocado por duas vezes para fazer parte da selecção nacional.
No Verão de 1956 passa umas férias em Cannes, no sul de França, onde se apaixona por uma jovem alemã, a futura mães dos seus filhos.

## A revolução de Abril
O 25 de Abril de 1974 marca uma viragem determinante na sua vida, em termos quer profissionais quer políticos. É a Revolução de Abril que o leva a assumir pela primeira vez funções de responsabilidade no grupo de empresas familiar, fundado pelo seu pai, o Grupo Dias da Cunha, que nesta altura já é conhecido por Grupo Entreposto.
Em consequência da instabilidade política o Grupo Entreposto decide diversificar as suas actividades; António Dias da Cunha desempenha um papel importante no desenvolvimento de um hipermercado e de uma rede de supermercados na cidade de Madrid, onde passa grande parte do tempo.

## Moçambique
No dia 25 de Junho de 1975, António Dias da Cunha está em Maputo e assiste na rádio e em directo à proclamação da independência.
Na época, a família Dias da Cunha e o GE são uma das mais importantes e prestigiadas referências do sector empresarial em Moçambique.
Assim como em Portugal, também em Moçambique António Dias da Cunha assume uma responsabilidade cada vez maior na gestão de topo do Grupo Entreposto. A seguir à independência, é sob a sua liderança que o grupo mantém em funcionamento todas as suas actividades, e a grande maioria dos seus colaboradores acaba por permanecer no país, ao contrário de muitos dos seus conterrâneos.
É neste contexto que conhece Samora Machel. Entre os dois desenvolve-se uma relação de respeito mútuo e de grande confiança. O presidente moçambicano, sempre que sabe da vinda de António Dias da Cunha a Moçambique, faz questão de o chamar para conversar.
Em 1981, António Dias da Cunha promove e lidera o renascimento da Companhia do Pipeline Moçambique Rodésia, uma empresa criada nos anos 60 pelo seu pai e pelo empresário inglês Tiny Rowland. Nasce, assim, a CPMZ, a Companhia do Pipeline Moçambique Zimbabwe. De mãos dadas com o Director-Geral e amigo Ken Scheepers, António Dias da Cunha desenvolve, ao longo dos 36 anos seguintes, uma empresa considerada exemplar, quer na forma como se relaciona com o parceiro Estado quer nas vertentes operacional, económica e financeira.
A propósito do centenário da Companhia de Moçambique, e para dar impacto às comemorações, António Dias da Cunha organiza em Maputo umas jornadas de economia e gestão, trazendo para Moçambique, um país com uma constituição marxista, um conjunto de respeitados professores universitários que ensinavam a economia capitalista em Portugal e nos Estados Unidos.

## O coração bate à esquerda
Entretanto, as suas convicções políticas vão amadurecendo e consolidam-se à esquerda. Em 1986, participa activamente na campanha presidencial de Mário Soares para as presidenciais. Nasce uma grande amizade que se consolida ao longo dos próximos vinte anos.
A casa de António Dias da Cunha em Lisboa passa a ser o local habitual de encontro de Mário Soares e de um conjunto de ilustres socialistas. Em 1991, cria, com o Comandante Gomes Mota, a Fundação Mario Soares.

## Grupo Entreposto
Em 1989, António Dias da Cunha inicia um processo de modernização e de profissionalização da gestão do Grupo Entreposto.
Sucedem-se iniciativas que traduzem o seu arrojo e espírito inovador enquanto empresário e gestor: com os Professores Carlos Barral e Neves Adelino, da Universidade Nova, cria o primeiro Curso Geral de Gestão para gestores profissionais; o Grupo Entreposto é visitado por alunos da UCLA na California, uma das mais prestigiadas universidades de gestão do mundo, e o Professor Jim Austin, da Harvard Business School, escreve um Case Study sobre o GE, o primeiro Case Study de Harvard sobre uma empresa portuguesa.
É também por esta altura que o Eng.Jardim Gonçalves convida António Dias da Cunha a integrar o Conselho Superior do Banco Comercial Português, outra instituição portuguesa que, no início dos anos 90, e à semelhança do Grupo Entreposto, também é reconhecida e valorizada internacionalmente.
Em 1992, o Entreposto adquire uma posição maioritária no capital do Grupo Pão de Açúcar, um dos maiores grupos de distribuição portugueses. Esta operação viria a ter consequências absolutamente decisivas para o grupo de empresas fundado há mais de cinquenta anos pelo seu pai.
Também no caso do GE a revolução acaba por devorar os seus próprios filhos. O esforço de modernização e de profissionalização embate contra as forças conservadoras de bloqueio, dando lugar a uma contrarrevolução, e António Dias da Cunha afasta-se do Entreposto em 1997. A partir de então, e até 2018, dedica-se, em exclusivo, às suas actividades empresariais em Moçambique.

## Sporting
Em 1996 é convidado por José Roquete para integrar a direcção do Sporting Clube de Portugal. Anos depois, quando Roquete decide abandonar a Presidência do Clube, António Dias da Cunha assume a presidência do Sporting. Durante o seu mandato, é construída a Academia de Futebol e o Estádio Alvalade XXI, o Sporting sagra-se Campeão Nacional de Futebol, conquista a Taça de Portugal e a Supertaça e chega à final da Liga Europa, disputada no seu próprio estádio.
Depois do Sporting, dedica-se em exclusivo à gestão da CPMZ – Companhia do Pipeline Moçambique-Zimbabwe. Também aqui segue – e honra – o legado do seu pai, que lançou o projecto do oleoduto nos anos 60. A sua governação leva a que, ao longo de quatro décadas, a CPMZ seja um exemplo indiscutível de uma gestão profissional e de uma parceria estável entre privados e o estado moçambicano.